# 皮德博羅奇亞
51°46′1″N 24°55′20″E / 51.76694°N 24.92222°E
皮德博羅奇亞（烏克蘭語：Підбороччя），是烏克蘭西北部的村莊，隸屬沃倫州的卡明-卡希爾斯基區。該村面積2.15平方公里，海拔高度151米，2001年人口581，人口密度每平方公里269.86人。